# Мурадымовское ущелье
Мурадымовское ущелье (баш. Мораҙым тарлауығы) — природный парк на Южном Урале, на территории Кугарчинского и Зилаирского районов Республики Башкортостан. Образован постановлением Кабинета Министров Республики Башкортостан «О природном парке „Мурадымовское ущелье“» № 10 от 23 января 1998 года). В живописных скальных выходах обнажаются рифогенные известняки нижнего, среднего и верхнего девона, которые продолжаются от этого места до реки Малый Ик и далее на север. В местах, где названные реки пропиливают девонские известняки в широтном направлении, образуются крутые, почти отвесные обрывы высотой до 100 и более метров, прекрасно обнаженные и хорошо доступные для геологических исследований.
На территорию парка можно попасть по автодороге Мраково — Мурадым протяжённостью 22 километра.

## Флора и фауна
На территории природного парка произрастает более 500 видов высших растений, среди них 45 видов включены в Красную книгу Башкирской АССР. Животный мир природного парка включает 40 видов млекопитающих, широко распространены бурый медведь, волк, лисица, рысь, барсук, горностай, ласка, заяц-беляк, белка, кабан, лось и др.